# Міддлтон (Вісконсин)
Міддлтон (англ. Middleton) — місто (англ. city) в США, в окрузі Дейн штату Вісконсин. Населення — 21 827 осіб (2020).

## Географія
Міддлтон розташований за координатами 43°6′25″ пн. ш. 89°30′23″ зх. д. / 43.10694° пн. ш. 89.50639° зх. д. (43.106959, -89.506340).  За даними Бюро перепису населення США в 2010 році місто мало площу 23,62 км², з яких 23,26 км² — суходіл та 0,35 км² — водойми.

### Клімат
| Клімат : Міддлтон            | Клімат : Міддлтон | Клімат : Міддлтон | Клімат : Міддлтон | Клімат : Міддлтон | Клімат : Міддлтон | Клімат : Міддлтон | Клімат : Міддлтон | Клімат : Міддлтон | Клімат : Міддлтон | Клімат : Міддлтон | Клімат : Міддлтон | Клімат : Міддлтон | Клімат : Міддлтон |
| Показник                     | Січ.              | Лют.              | Бер.              | Квіт.             | Трав.             | Черв.             | Лип.              | Серп.             | Вер.              | Жовт.             | Лист.             | Груд.             | Рік               |
| Середній максимум, °C        | −5                | −1,7              | 5,0               | 12,2              | 19,4              | 25,0              | 27,2              | 25,6              | 21,1              | 14,4              | 5,6               | −1,7              | 12,3              |
| Середній мінімум, °C         | −14,4             | −11,1             | −5                | 1,7               | 7,8               | 13,3              | 15,6              | 14,4              | 10,0              | 3,3               | −3,9              | −10,6             | 1,8               |
| Норма опадів, мм             | 29                | 29                | 55                | 92                | 88                | 114               | 102               | 103               | 83                | 61                | 60                | 34                | 850               |
| ---------------------------- | ----------------- | ----------------- | ----------------- | ----------------- | ----------------- | ----------------- | ----------------- | ----------------- | ----------------- | ----------------- | ----------------- | ----------------- | ----------------- |
| Джерело: The Weather Channel |                   |                   |                   |                   |                   |                   |                   |                   |                   |                   |                   |                   |                   |

## Демографія
Згідно з переписом 2010 року, у місті мешкали 17 442 особи в 8037 домогосподарствах у складі 4453 родин. Густота населення становила 739 осіб/км².  Було 8565 помешкань (363/км²).
Расовий склад населення:
| - 87,1 % — білих - 4,2 % — азіатів - 3,5 % — чорних або афроамериканців - 0,3 % — корінних американців - 2,3 % — осіб інших рас |

До двох чи більше рас належало 2,5 %. Частка іспаномовних становила 5,6 % від усіх жителів.
За віковим діапазоном населення розподілялося таким чином: 21,8 % — особи молодші 18 років, 65,9 % — особи у віці 18—64 років, 12,3 % — особи у віці 65 років та старші. Медіана віку мешканця становила 39,1 року. На 100 осіб жіночої статі у місті припадало 93,5 чоловіків;  на 100 жінок у віці від 18 років та старших — 89,8 чоловіків також старших 18 років.
Середній дохід на одне домашнє господарство  становив 92 199 доларів США (медіана — 65 283), а середній дохід на одну сім'ю — 116 615 доларів (медіана — 83 950). Медіана доходів становила 53 904 долари для чоловіків та 51 021 долар для жінок. За межею бідності перебувало 8,1 % осіб, у тому числі 10,8 % дітей у віці до 18 років та 4,7 % осіб у віці 65 років та старших.
Цивільне працевлаштоване населення становило 10 557 осіб. Основні галузі зайнятості: освіта, охорона здоров'я та соціальна допомога — 28,5 %, науковці, спеціалісти, менеджери — 14,5 %, мистецтво, розваги та відпочинок — 10,6 %, роздрібна торгівля — 9,8 %.